# Sonata per la Grand Viola

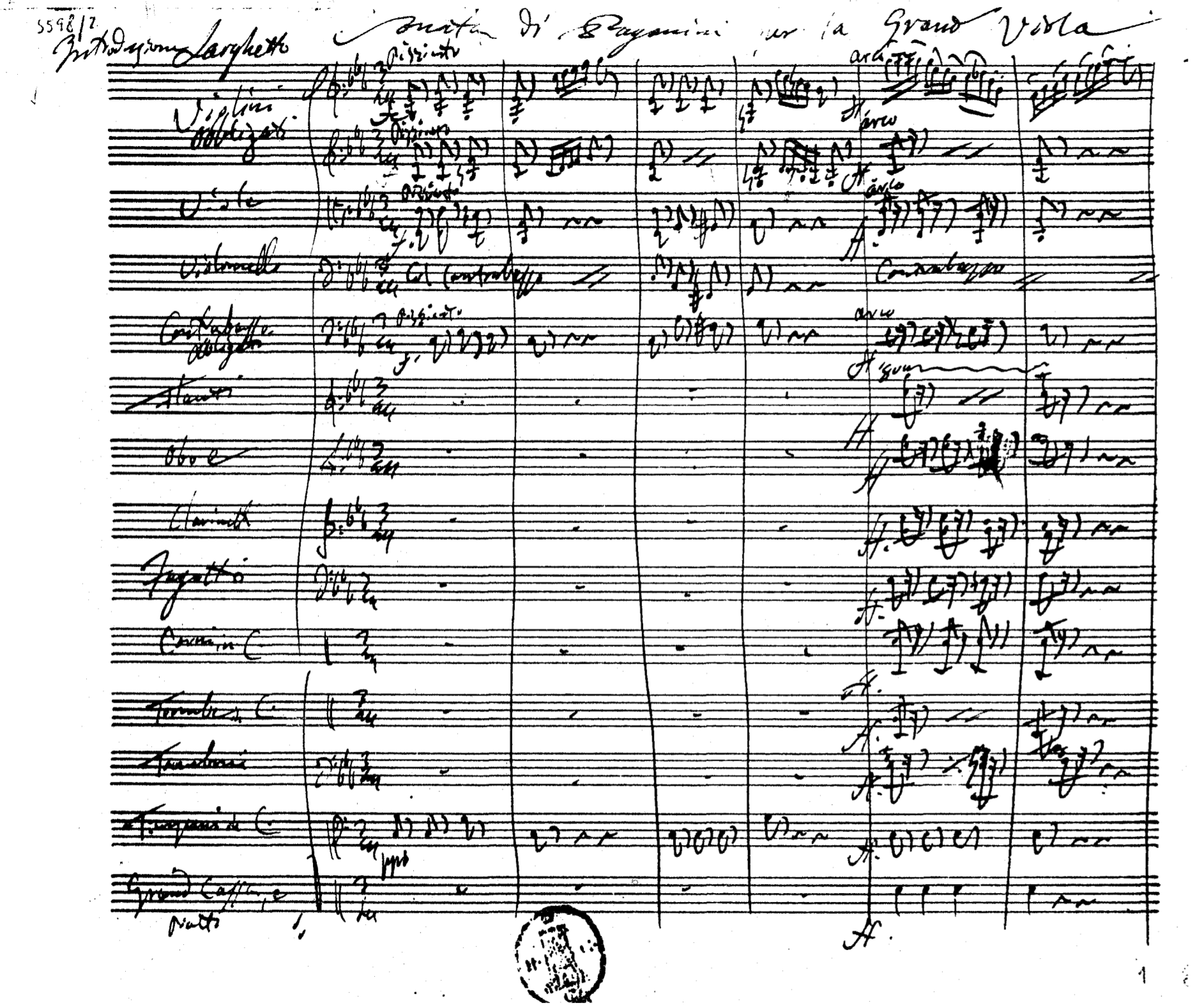
Première page du manuscrit.

La Sonata per la Grand Viola, en do mineur (M.S. 70) est une composition pour alto et orchestre de Niccolò Paganini, écrite et interprétée pour la première fois à Hanover Square Rooms de Londres en avril 1834.
Cette sonate est le résultat d'un intérêt particulier développé par Paganini pour l'alto (en particulier, pour les altos sonores et de grande taille), ce qui le poussera également à commander une pièce pour alto et orchestre à Hector Berlioz (qui écrira pour lui Harold en Italie).

## Structure
Il s'agit d'une sonate pour alto et orchestre, qui est particulièrement virtuose, dans le style typique de Paganini. La composition est structurée en un mouvement unique qui est divisé en trois sections:
1. Introduction: Larghetto - Recitativo a piacere
2. Cantabile: Andante sostenuto
3. Thème et Variations (thème, trois variations et coda)

## Analyse
La sonate commence par une introduction sur le mode mineur de caractère dramatique, suivie d'un récitatif et un cantabile. L'alto expose ensuite un thème en ut majeur, qui est suivie par trois variations de grande virtuosité et une coda.

## Instrumentation
La partition comprend, en plus de l'alto solo, un orchestre composé de deux flûtes, deux hautbois, deux clarinettes, un basson, deux cors (en ut), deux trompettes (en ut), trois trombones, timbales, grosse caisse, cymbales et cordes (violons I et II, altos, violoncelles et contrebasses). Paganini lui-même a réalisé une réduction pour alto et guitare.

## Enregistrements
La Sonata per la Grand Viola a été enregistrée par de nombreux artistes. Salvatore Accardo l'a enregistrée en 2005 pour EMI en jouant sur une "controviola" à cinq cordes, spécialement construite par Francesco Bissolotti. Claude Lelong l'a enregistrée en 2013 (Dux). Pierre Lenert l'a également enregistrée chez Syrius en 2001.